# Frozen in Time
 (juin 2018).
Si vous disposez d'ouvrages ou d'articles de référence ou si vous connaissez des sites web de qualité traitant du thème abordé ici, merci de compléter l'article en donnant les références utiles à sa vérifiabilité et en les liant à la section « Notes et références ».
Albums de Obituary
Anthology
(2001) Frozen Alive
(2006)
Frozen in Time est le sixième album studio du groupe de death metal américain Obituary, sorti en juillet 2005.
Après huit années de pause — depuis Back from the Dead, en 1997 —, cet album marque le retour du groupe. Scott Burns, collaborateur de longue date (mais qui n'a pas travaillé avec Obituary depuis World Demise en 1994), produit à nouveau l'album.
Frozen in Time est le dernier opus à présenter le guitariste Allen West.
Un clip est réalisé pour la chanson Insane.

## Liste des titres
Toutes les paroles sont écrites par John Tardy, toute la musique est composée par Donald Tardy, Allen West et Trevor Peres.
| 1.    | Redneck Stomp | 3:33 |
| 2.    | On the Floor  | 3:11 |
| 3.    | Insane        | 3:25 |
| 4.    | Blindsided    | 2:57 |
| 5.    | Back Inside   | 2:43 |
| 6.    | Mindset       | 3:54 |
| 7.    | Stand Alone   | 3:44 |
| 8.    | Slow Death    | 3:03 |
| 9.    | Denied        | 3:37 |
| 10.   | Lockjaw       | 4:13 |
| 34:20 |               |      |

| 11. | Threatening Skies (live) |  |
| 12. | By the Light (live)      |  |

## Crédits

### Membres du groupe
- John Tardy : chant guttural
- Frank Watkins : basse
- Trevor Peres : guitare rythmique
- Allen West : guitare rythmique et solo
- Donald Tardy : batterie

### Équipes technique et production
- Production : Mark Prator, Obituary
- Producteur délégué : Scott Burns
- Ingénierie, mixage : Mark Prator
- Ingénierie (assistant) : Aaron Callier
- Mastering : Tom Morris
- Photographie : Daragh McDonagh
- Design : Trevor Peres
- Artwork, illustrations (pochette) : Andreas Marschall